# 名代
名代（なしろ）は、古墳時代の部民制における集団のひとつ。一定の役割をもってヤマト王権に奉仕することを義務づけられた大王直属の集団である。より丁寧に御名代（みなしろ）とも呼ばれることがある。
『官職要解』には、「王族の功業を後世に伝えるために置かれた部民」と記されている。大王および大王一族の私有民であるという説とヤマト王権に属する官有民であるという説があるが、いっぽうでは公私の区別はまだ明らかではなかったという見解もある。『日本書紀』には、646年（大化2年）の「改新の詔」によって廃止されたと記述されている。多くの場合、「名代・子代」と連称されるが子代（こしろ）との関係には不明な点が多い。

## 概要
名代には在地首長の子弟がなる。子弟たちはある期間都に出仕して、大王の身の回りの世話（トネリ）や護衛（ユゲヒ）、食膳の用意（カシワデ）にあたった。
名代の用語は『古事記』のみに記されており、『日本書紀』に記された「御名入部」（大化2年3月壬午条）に相当するとみられる。この「御名代」または「御名代の部」（以下、名代と記す）を王族（皇室）所有の部とみることに関しては、ほとんど異論がない。一部に、名代は靱負（ゆげい）や舎人（とねり）、采女（うねめ）、膳夫（かしわで）などの奉仕者を、国造など地方の在地首長から徴発して用立てたり、養育したりする部であって、かれ（彼女）らは王族の所有民ではないとする見解もある。ただ、その場合でも、靱負や舎人、采女などが大王や王族に近侍する部民であれば、それを養う名代を王族所有の部ととらえることに大きな見解の相違があるわけではない。
いっぽう、「子代」との関連についていえば、それと同一視する見解がある。鎌田元一や狩野久らの研究者がこうした立場に立っており、その論拠としては、子代の語は『古事記』『日本書紀』はじめ古代文献に広くみられるのに対し、名代は『古事記』のみの用語にとどまり、実際には「御名代」と表記されることがあげられる。
『古事記』では、名代の記事は仁徳天皇から武烈天皇の間に限られるが、『記紀』ではこの間の皇親後裔を称する氏族がほとんど見えなくなる（『古事記』では一氏、『日本書紀』では十一氏）。そして、継体天皇以降は再び皇親後裔氏族は増加する。これは、継体天皇や（倭彦王）以外に皇位を継承できる皇族がいなかったことを記すことで、継体天皇の正統性を強調する効果を狙い、また子孫の情報を記さない代わりに、名代として業績を讃えることを図ったと考えられる。

## 名代の部名
名代の部名は、ヤマト王権の大王が宮を営んだ場所の名にちなんで命名されている。たとえば、
- 穴穂部（あなほべ） - 安康天皇の石上穴穂宮（いそのかみあなほのみや）
- 長谷部（はせべ、はつせべ） - 雄略天皇の長谷朝倉宮（はつせあさくらのみや）
- 小長谷部（おわせべ） - 武烈天皇の長谷列木宮（はせなみきのみや）
- 勾部（まがりべ） - 安閑天皇の勾金橋宮（まがりのかなはしのみや）
- 檜前部（ひのくまべ） - 宣化天皇の檜隈廬入野宮（ひのくまいおりののみや）
- 金刺部（かなさしべ） - 欽明天皇の磯城嶋金刺宮（しきしまかなさしのみや）
- 他田部（おさだべ） - 敏達天皇の他田宮（おさだのみや）
- 椋椅部（くらはしべ） - 崇峻天皇の倉橋柴垣宮（くらはししばがきのみや）

にそれぞれちなむ。
また、「石村部（いわむらべ）」「伊波礼部（いわれべ）」の一部は、履中天皇の磐余稚桜宮（わかざくらのみや）、清寧天皇の磐余甕栗宮（みかくりのみや）、継体天皇の磐余玉穂宮（たまほのみや）、用明天皇の磐余池辺雙槻宮（いけのへのなみつきのみや）など「磐余」（いわれ）に所在する諸宮にちなむとされる。
都城制が採用される以前の日本では歴代遷宮の慣習があり、大王の一代ごとに王宮が営まれたため、大王と王宮は一体不可分のものとみなされ、また、実名を避ける古代社会の風習は世界的にもみられることから、ヤマト王権においては、王宮の名がそれを営んだ大王の代名詞として採用されたものと考えられる。また、欽明天皇以後の王子女に、石上部皇子、穴穂部皇女、穴穂部皇子、泊瀬部皇子、額田部皇女、御名部皇女、草壁皇子、忍壁皇子、泊瀬部皇女などの名があるのは、王宮そのものが子孫に伝領され、その王宮で王子女が成長したことを示す事実と関係している。すなわち、王宮は大王統治の象徴なのであり、王后や王の子女に伝領されるものであったと考えられる。
- 刑部（おさかべ） - 允恭天皇の皇后であった忍坂大中姫にちなむ。
- 三枝部（さえぐさべ） - 顕宗天皇の父である市辺押磐皇子にちなむ。
- 若倭部（わかやまとべ） - 開化天皇にちなむか。
- 伊賀部（いがべ） - 伊香色謎命にちなむか。
- 印色部（いにしきべ） - 印色入日子命にちなむ。
- 八坂部（やさかべ） - 八坂入媛命にちなむか。
- 五百木部（いおきべ） - 五百城入彦皇子にちなむ。
- 大帯部（おおたらしべ） - 景行天皇にちなむか。
- 建部（たけべ） - 景行天皇の子である倭健命にちなむ。
- 若帯部（わかたらしべ） - 成務天皇にちなむか。